# Полоній
Полоній (Po) — радіоактивний хімічний елемент з атомним номером 84, перший елемент, відкритий за своїми радіоактивними властивостями П'єром Кюрі і Марією Склодовською-Кюрі у 1898 році при дослідженні уранової руди. Елемент названий на честь Польщі (лат. Polonia) — батьківщини Марії Склодовської-Кюрі.
Полоній — м'який, сріблясто-білий метал. Його густина 9,36 г/см³. За хімічними властивостями полоній найближчий до телуру. На повітрі Полоній окиснюється. Середній вміст (кларк) полонію в земній корі 2×10-14 % мас.

## Історія
Полоній був відкритий П'єром та Марією Кюрі у 1898 році в урановій смоляній обманці. Аналіз цього мінералу показав, що його активність у 2.5 рази вища за активність очищеного урану. 
Елемент був названий на честь батьківщини Марії Склодовської-Кюрі — Польщі (лат. Polonia).
У 1902 році німецький вчений Вільгельм Марквальд відкрив новий елемент. Він назвав його радіотелуром. Кюрі, прочитавши нотатку про відкриття, повідомила, що це елемент полоній, відкритий ними чотирма роками раніше. Марквальд не погодився з такою оцінкою, заявивши, що полоній і радіотелур є різними. Після ряду експериментів з елементом, подружжя Кюрі довели, що полоній і радіотелур мають один і той же період напіврозпаду. Марквальд був змушений відступити.
Перший зразок полонію, вагою 0,1 мг, був виділений у 1910 році.
Полоній є першим елементом, знайденим за своєю радіоактивністю. У 1911 році Марі Склодовська-Кюрі отримала Нобелівську Премію з хімії "За визнання її заслуг у розвитку хімії завдяки відкриттю елементів радію і полонію, виділенню радію та вивченню природи і сполук цього особливого елемента".

## Присутність у природі
Радіонукліди полонію входять до складу природних радіоактивних рядів:
210Po (Т1/2 = 138,376 діб), 218Po (Т1/2 = 3,10 хв) і 214Po (Т1/2 = 1,643 × 10−4 с) — до ряду 238U;
216Po (Т1/2 = 0,145 с) і 212Po (Т1/2 = 2,99 × 10−7 с) — до ряду Th;
215Po (Т1/2 = 1,781 × 10−3 с) і 211Po(Т1/2 = 0,516 с) — до ряду 235U.
Тому полоній завжди присутній в уранових і торієвих мінералах. Рівноважний вміст полонію в земній корі 2 × 10−14% по масі.

## Ізотопи
Станом на 2024 рік відомі 42 ізотопи полонію в діапазоні масових чисел від 186 до 227. Крім того, відомі 10 метастабільних збуджених станів ізотопів полонію. Стабільних ізотопів не виявлено. Найтриваліші ізотопи, 209Po і 208Po мають періоди напіврозпаду 102 і 2,9 роки відповідно. Деякі ізотопи полонію, що входять до радіоактивних рядів урану і торію, мають власні назви, які зараз переважно розглядаються як застарілі:
| Ізотоп | Назва      | Позначення | Радіоактивний ряд |
| ------ | ---------- | ---------- | ----------------- |
| 210Po  | Радій F    | RaF        | 238U              |
| 211Po  | Актиній C' | AcC'       | 235U              |
| 212Po  | Торій C'   | ThC'       | 232Th             |
| 214Po  | Радій C'   | RaC'       | 238U              |
| 215Po  | Актиній A  | AcA        | 235U              |
| 216Po  | Торій A    | ThA        | 232Th             |
| 218Po  | Радій A    | RaA        | 238U              |

Теоретично, згідно з моделлю Гартрі-Фока-Боголюбова (HFB-14), полоній має ще 45 ізотопів. 

## Властивості
Полоній — м'який сріблясто-білий радіоактивний метал.
Металевий полоній швидко окиснюється на повітрі. Відомі діоксид полонію (PoO2)x і монооксид полонію PoO. З галогенами утворює тетрагалогеніди. При дії кислот переходить у розчин з утворенням катіонів Ро2+ рожевого кольору:
Ро + 2HCl → PoCl2 + Н2↑.
При розчиненні полонію в соляній кислоті в присутності магнію утворюється полоноводень:
Ро + Mg + 2HCl → MgCl2 + H2Po,
який при кімнатній температурі знаходиться в рідкому стані (від −36,1 до 35,3 °C)
У індикаторних кількостях отримані кислотний триоксид полонію PoO3 та солі полонієвої кислоти, що не існує у вільному стані — полонати K2РоО4. Відомий також діоксид полонію PoO2. Утворює галогеніди PoX2, PoX4 и PoX6.
Подібно до телуру полоній здатний утворювати хімічні сполуки з рядом металів — полоніди.
Полоній є єдиним хімічним елементом, який за низької температури утворює одноатомну[джерело?] просту кубічну кристалічну решітку.

## Отримання
Полоній виділяють, використовуючи методи осадження, екстракції, хроматографії, електрохімії.
Вперше полоній виділили та очистили Марія та Пʼєр Кюрі з мінералу уранініту. Вони опрацювали декілька тон мінералу заради отримання мінімальної кількості полонію. У середньому, тонна уранових мінералів містить лише біля 100 мкг полонію. Лише у 1906 році була виведена схема отримання та очищення полонію з уранініту. Через незначну отриману кількість полонію, до 1944 року усі його хімічні властивості (з одним виключенням) були досліджені лише у мікрокількостях. Нова ера у методах видобування полонію почалася у другу світову війну, коли в рамках Мангеттенського проєкту вчені звернули увагу на полоній, що повинен був стати тригером для початку реакції для детонування ядерних бомб. Ці розробки були засекречені до 1980х. Проєкт з вивчення полонію отримав назву Дайтонський і розпочався у 1943 році. За декілька років вчені переробили 37 тон мінералів, і отримали 9 мг (або 1.5 ТБк) полонію, винайшовши три основних методи очищення полонію з уранініту. Найефективнишим з них вважається "вологий" метод, де подрібнений оксид свинцю переводили у нітрат свинцю шляхом обробки нітратною кислотою і нейтралізацією карбонатом свинцю. І хоч ці методи і дозволили отримувати чистий полоній, його вартість таким чином залишалась дуже високою, бо потрібно працювати з тонами мінералів, що, окрім грошей, займало багато часу. Тому сьогодні цей метод вже не використовується для основного отримання полонію, але процедура очищення залишається дуже схожою. З 1944 року полоній отримують шляхом радіаційної обробки бісмуту. 

## Застосування
Полоній-210 в сплавах з берилієм і бором застосовується для виготовлення компактних і дуже потужних нейтронних джерел, що практично не створюють γ- випромінювання (та, на жаль, вони мають малий час напівжиття 210Po: Т1/2 = 138,376 діб). Альфа-частинки полонію-210 народжують нейтрони на ядрах берилію або бору в (α, n)-реакції. Джерела нейтронів мають вигляд герметичних металевих ампул, в які вкладена керамічна таблетка з карбіду бору або карбіду берилію, вкрита полонієм-210. Такі нейтронні джерела легкі і портативні, абсолютно безпечні в роботі і дуже надійні. Наприклад, латунна ампула діаметром два і заввишки чотири сантиметри щосекунди дає до 90 мільйонів нейтронів.
Полоній часто застосовувався раніше (іноді й зараз) для іонізації газів (зокрема повітря). У першу чергу іонізація повітря необхідна для боротьби із статичною електрикою (на виробництві, при роботі з особливо чутливою апаратурою) . Наприклад, для прецизійної оптики виготовляються пензлики видалення пилу. Інше застосування ефекту іонізації газу — в електродних сплавах автомобільних свічок запалювання для зменшення напруги виникнення іскри.
Важливою сферою застосування полонію є його використання у вигляді сплавів зі свинцем, ітрієм або самостійно для виробництва потужних і дуже компактних джерел тепла для автономних установок, які використовуються, наприклад, в космічній галузі. Один кубічний сантиметр полонію-210 виділяє близько 1320 Вт тепла. Ця потужність досить велика, вона легко приводить полоній в розплавлений стан, саме тому його сплавляють зі свинцем. Хоча ці сплави мають помітно меншу енергогустину (150 Вт/см³), однак вони зручніші до застосування і безпечні, оскільки полоній-210 випускає альфа-частинки, проникна здатність і довжина пробігу яких мінімальні. Наприклад, у радянськогому місяцеході для обігріву приладового відсіку застосовувався полонієвий обігрівач.
Полоній-210 може послужити в сплаві з легким ізотопом літію (6Li) як речовина, яка здатна істотно знизити критичну масу ядерного заряду і працювати свого роду ядерним детонатором. Тому полоній є стратегічним металом[джерело?].

## Біологічна роль
Полоній — надзвичайно токсичний метал. Має період напіврозпаду 138 днів і 9 годин. Його питома активність (166 ТБк/г) настільки велика, що, хоча він випромінює тільки альфа-частинки, брати його руками не можна, результатом буде променеве ураження шкіри і, можливо, всього організму: полоній досить легко проникає всередину крізь шкірні покриви. Він небезпечний і на відстані, що перевищує довжину пробігу альфа-частинок, оскільки його сполуки саморозігріваються і переходять в аерозольний стан. Гранично допустима концентрація у водоймах і в повітрі робочих приміщень — 11,1 × 10-3 Бк/л і 7,41 × 10-3 Бк/м³ відповідно. Саме тому з полонієм-210 працюють лише в герметичних боксах.
Полоній-210 в невеликих кількостях знаходиться в природі і накопичується тютюном, внаслідок чого є одним з помітних факторів, який завдає шкоду здоров'ю курця. Інші природні ізотопи полонію розпадаються дуже швидко, тому не встигають накопичуватися в тютюні.  «Виробники тютюну виявили цей елемент більш як 40 років тому, спроби вилучити його були безуспішними», — йдеться в статті дослідників з американського Стенфордського університету й клініки Майо в Рочестері.
Точних відомостей про вплив радіаційного отруєння полонієм на людину не існують, оскільки досліди на людині не проводилися (проводилися лише вимірювання кінетики малих доз полонію в організмі людини, а також спостереження декількох відомих випадків гострого або хронічного отруєння полонієм). За оцінкою фахівців, що була опублікована  у науковому журналі Journal of Radiological Protection, яка базується на математичній моделі радіаційного отруєння, летальна доза полонію-210 для дорослої людини оцінюється в межах від 0,1–0,3 ГБк (0,6-2 мкг), при потраплянні ізотопу в організм через легені, до 1–3 ГБк (6-18 мкг), при потраплянні в організм через травний тракт.
Триваліші полоній-208 (період напіврозпаду 2,898 роки) і полоній-209 (період напіврозпаду 103 роки) мають дещо меншу радіотоксичність на одиницю маси, що обернено пропорційна періоду напіврозпаду. Відомостей про радіотоксичність інших, недовговічних ізотопів полонію мало. В організмі людини полоній поводиться подібно до своїх хімічних гомологів селену і телуру: концентрується в печінці, нирках, селезінці і кістковому мозку. Період напіввиведення з організму — від 30 до 50 діб, виділяється в основному через нирки. Є повідомлення про успішне використання 2,3-димеркаптопропанол у для виведення полонію з організму щурів — 90% тварин, яким у вену вводилася смертельна доза полонію-210 (9 нг/кг ваги), вижили, тоді як в контрольній групі всі щури загинули протягом півтора місяця.

## Цікаве
Колишній агент ФСБ Олександр Литвиненко був отруєний полонієм-210.

## Виноски
1. ↑  E. Rutherford. Radioactive Substances and Their Radiations. — Лондон : Forgotten Books. — С. 20. — ISBN 1451001983, 9781451001983.
2. 1 2  Bagnall, K. W. (1 січня 1962). Emeléus, H. J.; Sharpe, A. G. (ред.). The Chemistry of Polonium. Advances in Inorganic Chemistry and Radiochemistry. Т. 4. Academic Press. с. 197—229. doi:10.1016/s0065-2792(08)60268-x.
3. ↑  Friedrich, Christoph; Remane, Horst (16 травня 2011). Marie Curie: Recipient of the 1911 Nobel Prize in Chemistry and Discoverer of the Chemical Elements Polonium and Radium. Angewandte Chemie International Edition (англ.). Т. 50, № 21. с. 4752—4758. doi:10.1002/anie.201008063. ISSN 1433-7851. Процитовано 21 листопада 2024.
4. ↑  Fry, C.; Thoennessen, M. (1 травня 2013). Discovery of the thallium, lead, bismuth, and polonium isotopes. Atomic Data and Nuclear Data Tables. Т. 99, № 3. с. 365—389. doi:10.1016/j.adt.2012.01.005. ISSN 0092-640X. Процитовано 22 листопада 2024.
5. ↑  Templeton, D. H.; Howland, J. J.; Perlman, I. (1 листопада 1947). Artificial Radioactive Isotopes of Polonium. Physical Review (англ.). Т. 72, № 9. с. 758—765. doi:10.1103/PhysRev.72.758. ISSN 0031-899X. Процитовано 22 листопада 2024.
6. ↑  Игорь Иванов. (12 липня 2007). Разгадана загадка полония [Розгадано загадку полонію] (рос.) . с. 1. Архів оригіналу за 22 серпня 2011. Процитовано 4 травня 2010. Обчислення, проведені чеськими дослідниками дали відповідь на запитання, яке давно мучило фізиків: чому полоній надає перевагу кубічній кристалічній ґратці?
7. ↑  Curie, P.; Debierne, A. (1 лютого 1910). Sur le polonium. Le Radium (фр.). Т. 7, № 2. с. 38—40. doi:10.1051/radium:019100070203801. ISSN 0370-3223. Процитовано 24 січня 2024.
8. ↑  Herran, Nestor (6 вересня 2018). Polonium in the Playhouse: The Manhattan Project’s Secret Chemistry Work in Dayton, Ohio. Ambix. Т. 65, № 4. с. 407—408. doi:10.1080/00026980.2018.1518681. ISSN 0002-6980. Процитовано 24 січня 2024.
9. ↑  Moyer, H. V. ed (1 січня 1955). POLONIUM (English) . № TID-5221. doi:10.2172/4367751. Процитовано 24 січня 2024.
10. ↑  Robinson, P. L. (1 серпня 1958). Chemistry of the rare radioelements. Polonium-Actinium: K. W. Bagnall: Butterworths Scientific Publications, London, 1957. x + 177 pp., 30s. Journal of Inorganic and Nuclear Chemistry. Т. 7, № 1. с. 159—160. doi:10.1016/0022-1902(58)80046-9. ISSN 0022-1902. Процитовано 24 січня 2024.
11. ↑  Reed, B. Cameron (1 травня 2019). Rousing the dragon: Polonium production for neutron generators in the Manhattan Project. American Journal of Physics (англ.). Т. 87, № 5. с. 377—383. doi:10.1119/1.5094138. ISSN 0002-9505. Процитовано 24 січня 2024.
12. ↑  Іонізатори повітря
13. ↑  Антистатичний пензлик. Архів оригіналу за 4 червня 2011. Процитовано 1 квітня 2011.
14. ↑  J. H. Dillon. Polonium Alloy for Spark Plug Electrodes[недоступне посилання з липня 2019]. J. Appl. Phys. 11, 291 (1940).
15. ↑  «Ядерний Центр Росії — Саров». Архів оригіналу за 1 травня 2007. Процитовано 1 квітня 2011.
16. ↑  Полоній-210 в тютюновому диму. Архів оригіналу за 8 серпня 2010. Процитовано 1 квітня 2011.
17. ↑  РІА Новини: Тютюн містить радіоактивний полоній-210. Архів оригіналу за 22 серпня 2011. Процитовано 1 квітня 2011.(рос.)
18. ↑  Polonium-210 as a poison [недоступне посилання]
19. ↑  Rencováa J.; Svoboda V.; Holuša R.; Volf V. та ін. (1997). Reduction of subacute lethal radiotoxicity of polonium-210 in rats by chelating agents. International Journal of Radiation Biology. 72 (3): 341—8. doi:10.1080/095530097143338. PMID 9298114.